# Lista dos deputados federais de Santa Catarina - 47ª legislatura (1983 — 1987)
Lista dos deputados federais de Santa Catarina - 47ª legislatura (1983 — 1987).
| Nº | Deputado                  | Partido                                            |
| -- | ------------------------- | -------------------------------------------------- |
| 1  | Vilson Pedro Kleinübing   | Partido Democrático Social (PDS)                   |
| 2  | Nelson Morro              | Partido Democrático Social (PDS)                   |
| 3  | João Paganella            | Partido Democrático Social (PDS)                   |
| 4  | Artenir Werner            | Partido Democrático Social (PDS)                   |
| 5  | Ademar Ghisi              | Partido Democrático Social (PDS)                   |
| 6  | Epitácio Bittencourt      | Partido Democrático Social (PDS)                   |
| 7  | Pedro Colin               | Partido Democrático Social (PDS)                   |
| 8  | Paulo Melro               | Partido Democrático Social (PDS)                   |
| 9  | Luiz Henrique da Silveira | Partido do Movimento Democrático Brasileiro (PMDB) |
| 10 | Renato de Mello Vianna    | Partido do Movimento Democrático Brasileiro (PMDB) |
| 11 | Casildo Maldaner          | Partido do Movimento Democrático Brasileiro (PMDB) |
| 12 | Walmor de Luca            | Partido do Movimento Democrático Brasileiro (PMDB) |
| 13 | Odilon Sebastião Salmória | Partido do Movimento Democrático Brasileiro (PMDB) |
| 14 | Dirceu Carneiro           | Partido do Movimento Democrático Brasileiro (PMDB) |
| 15 | Ivo Vanderlinde           | Partido do Movimento Democrático Brasileiro (PMDB) |
| 16 | Nelson Wedekin            | Partido do Movimento Democrático Brasileiro (PMDB) |